# Европейская гребнепалая ящерица
Европейская гребнепалая ящерица (лат. Acanthodactylus erythrurus) — вид пресмыкающихся из рода гребнепалых ящериц. Обитает в некоторых районах Испании и Португалии и Северной Африке.

## Внешний вид
Взрослая особь имеет длину от 20 до 23 см и относительно крепкое телосложение. Голова короткая, с заострённой мордой. Хвост длиной около 7,5 см отделён от тела утолщением, особенно заметным у самцов. Половой диморфизм в окраске не выражен. Сверху имеют коричневую, серо-коричневую или охристую основную окраску, на которой восемь-десять продольных полос образованы светлыми пятнами. Между продольными полосами располагаются тёмно-коричневые и светлые пятна. Несколько особей имеют обычную серо-коричневую окраску. Встречаются в основном в южных популяциях. Молодые особи имеют чёрно-белые продольные полосы, красновато-коричневую окраску задних ног и красновато-коричневый хвост. Нижняя сторона тела у всех особей серая без рисунка.
Название рода происходит от «гребешков» на пальцах, которые образуют бахромчатые расширения («бахромчатые чешуйки»). У Acanthodactylus erythrurus, однако, они выражены слабо и особенно заметны на 4-м пальце. На спине также заметны увеличенные спинные чешуи с отчетливым килем.

## Ареал и охранный статус
Теплолюбивый вид, который встречается на юге Пиренейского полуострова, в Испании и Португалии, а также на северо-западе Африки (от запада Марокко до северо-востока Алжира).
Обитает на высоте до 1750 метров над уровнем моря в Сьерра-Неваде, в Марокко — до 2500 метров. Предпочитает открытые ландшафты с разнообразной растительностью и рыхлыми, преимущественно песчаными почвами. Особенно часто встречается на песчаных дюнах на морском побережье. Также часто встречается на бесплодных, покрытых редкой растительностью осыпях и скалистых почвах, например, в сухих впадинах внутренних районов Испании.
Международный союз охраны природы относит этот вид к «вызывающим наименьшие опасения» со стабильной популяцией. Некоторым популяциям угрожает уничтожение и фрагментация мест обитания из-за развития сельского хозяйства и урбанизации, особенно в северо-восточной Испании. Среда обитания также находится под угрозой ухудшения из-за глобального потепления и угрозы изменения климата.

## Образ жизни
Взрослые особи впадают в спячку с октября по март, а в южных частях ареала — с конца ноября по февраль. Молодые же активны и в зимние месяцы. Брачный сезон на Пиренейском полуострове длится с апреля по июль. Самцы очень агрессивны по отношению друг к другу. Брачное поведение детально не изучено, но вполне вероятно, что во время спаривания происходит типичный для ящериц укус в бок. Самки закапывают кладки в землю, которые состоят из 1-8 яиц длиной 12-16 мм и шириной 7-9 мм. Старые самки производят две кладки за сезон. Молодые особи вылупляются с середины июня до середины октября.
Acanthodactylus erythrurus ведёт дневной образ жизни и почти не прячется. Передвигается очень быстро, слегка приподнимая хвост. Бахромчатые чешуйки на пальцах ног особенно полезны на песчаных участках, так как расширяют поверхность стопы и позволяют безопасно ступать по песку. В состоянии покоя животные греются на солнце, слегка приподняв верхнюю часть тела, особенно молодые особи, и слегка покачивают хвостом. Как и другие представители рода Acanthodactylus, может агрессивно защищаться и кусаться при попытке её поймать. Отдельные особи постоянно вступают в стычки с другими представителями вида, а самцы упорно защищают границы своих территорий. В крайнем случае, чтобы увернуться от хищника, ящерица может отсоединять и позднее регенерировать свой хвост.
Основу рациона составляют насекомые, пауки и другие членистоногие. Среди насекомых из рациона питания особенно важны муравьи, жуки, жужелицы и кузнечики. Среди известных хищников — глазчатые ящерицы, змеи (жирондская медянка, ящеричная змея, курносая гадюка), птицы (египетская цапля, серый сорокопут, удод, луговой лунь, обыкновенный канюк, обыкновенная пустельга, обыкновенная сипуха, домовый сыч) и млекопитающие (египетский мангуст).